# Villaflores (Guadalajara)
El poblat de Villaflores és una vila petita deshabitada situada al terme municipal de Guadalajara (Castella-La Manxa) a la rodalia de la ciutat, tot just al costat del nou barri residencial Ciudad Valdeluz. Destaca per ser una de les poques colònies agrícoles que es pot trobar a la província. Va ser declarada Bé d'Interés Cultural el 2015.
Els dos edificis principals són la Casa de Labor i el Colomar. El primer és el de majors dimensions, el qual té un gran pati interior on té una pallissa. Pel que fa a la façana se situa la porta d'accés la qual destacava l'escut del propietari, un rellotge i un campanar que es va afonar el febrer del 2016. A l'interior n'hi havia dues cases, oficines i l'escola. Respecte del colomar es pot dir que és un edifici construït sota una estructura concèntrica de dos anells dividida per murs on habiten les aus .Compta amb uns deu mil nínxols per coloms.
La resta del poblat compta amb una capella, un grup d'habitatges i un molí destinat a l'extracció d'aigua, així com un celler, un habitatge principal i un magatzem.